# Heinrich Nolle
Heinrich Nolle (lateinisch Henricus Nollius; * 1582 in Ziegenhain; † 1626 in Weilburg)
war ein deutscher Philosoph, Arzt und Alchemist. Er war insbesondere für seine Kenntnisse in der hermetischen Philosophie geschätzt.

## Leben
Heinrich Nolle, latinisiert Henricus Nollius, wurde 1582 (und nicht, wie üblicherweise angegeben) 1583 in der hessischen Stadt Ziegenhain geboren. Er studierte in Marburg Theologie und erreichte den Magistergrad, war dann 1605 an der Universität Jena nachweisbar, wo er an mehreren Disputationen teilnahm. 1606 war er dann wieder in Gießen, wo er am neu gegründeten Gymnasium, das bald darauf zur Universität umgewandelt wurde, Philosophie unterrichtete. Auch am Arnoldinum in Steinfurt lehrte er, einer sogenannten Hohen Schule, die zwar nicht das kaiserliche Privileg hatte, akademische Titel zu verleihen, aber dennoch akademischen und gymnasialen Unterricht verband und Forschung ermöglichte oder doch ermöglichen sollte. Zunächst verlief seine Lehr- und Publikationstätigkeit in durchaus konventionellen Bahnen, er unterrichtete Logik und veröffentlichte Arbeiten zur Metaphysik.
Ab ungefähr 1606 wandte sich Nollius verstärkt der hermetischen Philosophie zu, zu der er umfangreich publizierte.  Nollius war inzwischen auch als Arzt tätig geworden und musste sich als solcher auch einen gewissen Ruf erworben haben.
Jedoch ereilte ihn nun, da er halbwegs etabliert schien, eine Intrige und er wurde im Januar 1623 von Theologen der Universität Gießen angezeigt. Anlass dieses Prozesses war eine weitere Schrift des Nollius, der 1623 gedruckte Spiegel des Chymischen Parergons, in der er unter anderem den damaligen Brauch der akademischen Disputation heftig angegriffen hatte. In dem gegen ihn angestrengten Verfahren, bei dem ihm auch die Verbreitung theologischer Irrlehren unterstellt wurde, unterlag er seinen Gegnern. Er musste ins nassauische Weilburg flüchten, wo er offenbar bei Verwandten seiner Frau unterkam. Drei Jahre später, 1626, inmitten des Dreißigjährigen Krieges, der von 1618 an sein Leben überschattet hatte, starb er, wohl in seinem 44. Lebensjahr. Er hinterließ seine Witwe und ein Kind.

## Werk
Das erste eigentlich hermetische Werk ist sein 1612 erschienenes Allgemeines System der hermetischen Medizin. 1617 erschien zusätzlich die Theorie der hermetischen Philosophie. Sein Hauptwerk ist dann aber die in Frankfurt 1619 erschienene Hermetische Physik.
Als das Hauptwerk des Nollius kann zweifellos, auch aufgrund des Umfangs von 838 Seiten, das Werk Hermetische Physik gelten. Wie der Titel des Werkes klar ausspricht, ordnete sich Nollius der Hermetik zu und damit jener Gestalt der Wissenschaft, die der modernen Naturwissenschaft unmittelbar voranging und vielfach ohne klare Grenze in sie überging.  Nollius‘ Werk ist mehr als eine unsystematische Blütenlese aus alchemistischen Schriften. Vielmehr ging es ihm darum, eine regelrechte Theorie zu etablieren, die den gesamten Bereich der damals umlaufenden Erkenntnisse und Thesen in einen möglichst klaren, systematischen Zusammenhang bringt. Durch diese um Lehrbarkeit bemühte Darstellung unterscheidet sich das Werk von der sonstigen, oft stark verschlüsselnden hermetischen Literatur, die meist die Sachverhalte bildhaft andeutet und sich damit von vornherein nur an Insider wandte. Zwar verschlüsselte auch Nollius hin und wieder, insbesondere, wenn es um konkrete Operationen und Substanzen ging. In seinen Grundsätzen versuchte er jedoch so klar wie möglich zu sein. In diesem Bemühen des Nollius um klare Begriffe und gegliederte Thesen zeigt sich nicht nur sein Bestreben, die Hermetik zu systematisieren und damit auch zu ihrer akademischen Etablierung beizutragen, sondern zugleich, wohl gegen die Wirkungsabsicht des Werkes, deutlich die Schulung des Autors in der traditionellen protestantischen Schulmetaphysik.
In erster Linie tritt uns Nollius als Gelehrter und als eifriger Leser gegenüber, nicht aber als Experimentator, obgleich ihm die wesentlichen alchemistischen Operationen, wie etwa die Destillation und natürlich auch wesentliche Substanzen, bekannt waren. Er argumentierte durch Verweis auf Autoritäten, zu denen neben der Bibel in erster Linie die prominenten Autoren des hermetisch-paracelsistischen Diskurses wie insbesondere Michael Sendivogius (d. i. Michał Sędziwój, 1566–1636), Basilius Valentinus (d. i. vermutlich Johann Thölde, 1565–1614), Cornelius Drebbel (1572–1633), Oswald Croll (1560–1609), die alle seine Zeitgenossen waren, und natürlich Paracelsus selbst gehören.

## Schriften (Auswahl)
- Systema Medicinae Hermeticae Generale. In quo I. Medicinae verae fundamentum, II. Sanitatis conservatio, III. Morborum cognitio, & Curatio, Methodo dilucidissima generaliter explicantur. Frankfurt: Palthenius, 1613.
- Theoria philosophiae hermeticae septem tractatibus, quorum primus est; I. verus Hermes, II. porta hermeticae sapientiae, III. silentium hermeticum, IV. axiomata hermetica, V. de generatione rerum naturalium, VI. de regeneratione rerum naturalium, & VII. de renovatione. Hannover: Antonius, 1617.
- Naturae Sanctuarium: Quod Est, Physica Hermetica. In Studiosorum Sincerioris Philosophiae gratiam, ad promovendam naturalium rerum veritatem, methodo perspicua & admirandorum Secretorum in Naturae abysso latentium philosophica explicatione decenter in undecim libris tractatae. Frankfurt: Rosa, 1619.
- Parergi Philosophici Speculum. In quo ars et difficultas conficiendi lapidem philosophorum toti orbi consideranda exhibetur, philosophice adumbratur & tamen dilucide doctrinae filiis explicatur. Gießen: Chemlin, 1623.